# Romana Labounková
Romana Labounková (nascida em 27 de abril de 1989) é uma ciclista tcheca que representa a República Tcheca na BMX. Competiu nos Jogos Olímpicos de 2012, em Londres.
Resultados
| Jogos              | Idade | Cidade  | Esporte  | Evento       | Equipe           | NOC | Posição | Medalha |
| Olimpíadas de 2012 | 23    | Londres | Ciclismo | BMX feminino | República Tcheca | CZE | 11      |         |